# Moonlight (XXXTentacion)
Moonlight è un singolo del rapper statunitense XXXTentacion pubblicato il 14 agosto 2018 come terzo estratto dal secondo album in studio.
Il singolo è stato passato in Radio Rhythmic contemporary postumamente il 14 agosto 2018. Moonlight è entrato in diverse classifiche nazionali, nello specifico ha raggiunto la tredicesima posizione nella Billboard Hot 100, seguita da una certificazione di platino negli Stati Uniti.

## Video musicale
Il video musicale è stato pubblicato il 1º ottobre 2018. È stato scritto e creato da Onfroy stesso, con l'aiuto di JMP nella direzione. Il video inizia con Onfroy che passeggia in una folla di persone che ballano in mezzo ad una cortina di fumo. Alla fine del video si possono notare le frasi "ENERGY NEVER DIES", "HE IS AMONGST US" e "LONG LIVE JAH".

## Tracce
Testi e musiche di Jahseh Dwayne Onfroy.
1. Moonlight – 2:15

## Formazione
- Beethoven– pianoforte
- Dave Kutch – mastering
- John Cunningham – produzione, missaggio
- Robert Soukiasyan – missaggio, registrazione
- Kevin Peterson – altro

## Classifiche
| Classifica (2018) | Posizione massima |
| ----------------- | ----------------- |
| Austria           | 22                |
| Belgio (Fiandre)  | 7                 |
| Belgio (Vallonia) | 39                |
| Canada            | 10                |
| Danimarca         | 12                |
| Francia           | 11                |
| Germania          | 34                |
| Irlanda           | 27                |
| Lettonia          | 3                 |
| Italia            | 32                |
| Norvegia          | 17                |
| Nuova Zelanda     | 8                 |
| Paesi Bassi       | 15                |
| Portogallo        | 9                 |
| Regno Unito       | 17                |
| Spagna            | 73                |
| Stati Uniti       | 13                |
| Svezia            | 13                |
| Svizzera          | 11                |
| Ungheria          | 14                |